# Édouard Manet e la moglie
Édouard Manet e la moglie è un dipinto del pittore francese Edgar Degas, realizzato nel 1868-69 e conservato al Municipal Museum of Art di Kitakyushu, in Giappone.

## Descrizione
L'opera fu causa di notevoli attriti tra Degas e Manet. Tra i due era subito nata una grande amicizia, cementata da una decisa comunione d'intenti, nel segno di un'aderenza pittorica ai temi generosamente offerti dalla vita contemporanea: all'interno del gruppo impressionista, tra l'altro, erano gli unici a dedicarsi con passione allo studio delle figure umane e a non disdegnare le opportunità del disegno. In segno di gratitudine Degas decise di omaggiare l'amico con il presente dipinto, dove Manet - colto mentre si adagia lascivamente su un divano bianco - è in compagnia della moglie, Suzanne Leenhoff, una giovane insegnante di pianoforte con un gusto contagioso per i compositori tedeschi. A notare le affinità tra Manet e Degas vi fu una pittrice impressionista, Berthe Morisot, che ricorda i suoi due colleghi in questo modo:
(Berthe Morisot)
Manet, dopo aver ricevuto il dipinto in dono, reagì con orrore alla vista del volto della moglie, a suo giudizio dipinto con una scarsissima resa qualitativa, e - in preda a una rabbia violentissima - distrusse la parte destra del dipinto, proprio quella in cui ella era effigiata. Ne sorse un'aspra disputa, che fu composta dopo poco tempo, nonostante Degas, oltraggiato dalla sproporzionalità del gesto, restituì seduta stante a Manet la sua natura morte con prugne.